# Delfínion
Delfínion (en llatí Delphinium, en grec antic Δελφίνιον) era una ciutat de l'Àtica o segons alguns autors de Beòcia, que feia de port a la ciutat d'Oropos (llatí Oropus).
Estrabó anomena "sagrat" a aquest port, i diu que es trobava davant mateix d'Erètria, la ciutat de l'illa d'Eubea, a una distància de 60 estadis i en territori de Beòcia, a 20 estadis d'Oropos. Tucídides diu que els atenesos van fortificar aquest port a la part final de la Guerra del Peloponès.